# Bitwa pod Fuengirolą
Bitwa pod Fuengirolą – jedna z bitew wojny na Półwyspie Iberyjskim podczas wojen napoleońskich. Bitwa miała miejsce 14 i 15 października 1810, pomiędzy małym polskim garnizonem zamku (średniowiecznej fortecy Maurów) w Fuengiroli a połączonymi siłami hiszpańsko-brytyjskimi pod dowództwem lorda Blayneya. Zakończyła się zwycięstwem wojsk polsko-francuskich oraz upokarzającym odwrotem wojsk brytyjskich na okręty.

## Przyczyny
Bezpośrednią przyczyną brytyjskiego desantu w tym rejonie była sytuacja strategiczna na Półwyspie Iberyjskim. Naród hiszpański był w trakcie powstania przeciwko królowi Józefowi Bonapartemu lub jak go wtedy nazywano „Pepe botella” (Józek Butelka) lub „el rey intruzo”, czyli obcy król, król intruz. Wojska napoleońskie miały ogromne trudności z okupowaniem terenów w całej Hiszpanii, ponieważ każdy konwój z zaopatrzeniem musiał być chroniony przed atakami partyzantów przez pokaźną siłę militarną. Mimo to tylko Kadyks i kawałek Portugalii były w rękach hiszpańsko-angielskich i pętla stopniowo się zaciskała. Zdecydowano się na inwazję w rejonie Costa del Sol, aby odciążyć siły walczące w innych rejonach walk i zdobyć Malagę, która po klęsce floty francuskiej pod Trafalgarem stała się siedliskiem francuskich korsarzy, stanowiących zagrożenie dla floty handlowej Wielkiej Brytanii na Morzu Śródziemnym.

## Przed bitwą
Fuengirola jest miastem położonym na południowy zachód od Malagi, na wschód od Kadyksu w Hiszpanii. Na północ od Fuengiroli znajduje się Sierra Mijas. Miasto Fuengirola było ważnym miastem handlowym od czasów średniowiecza. Aby bronić je od inwazji od strony morza Maurowie wybudowali kamienny zamek na wzgórzu pomiędzy Morzem Śródziemnym a rzeką Fuengirola. W czasie wojny na Półwyspie Iberyjskim rejon Costa del Sol był uważany za drugorzędny. Został on zajęty przez francuskie siły z niewielkim wysiłkiem i aż do 1810 partyzancka aktywność w tym rejonie była bliska zeru. Dlatego właśnie po dużych stratach w walkach w centrum Hiszpanii, niektóre polskie jednostki Księstwa Warszawskiego zostały tam wysłane jako garnizon, aby odpocząć w październiku 1810.
Zamek Sohail miał załogę złożoną z ponad 100 polskich żołnierzy z 4 pułku piechoty dowodzonego przez kpt. Franciszka Młokosiewicza, 11 francuskich dragonów (kawaleria) oraz 4 bardzo starych dział i trzech hiszpańskich kanonierów, którzy uciekli po pierwszych wystrzałach. Podobnie małe garnizony były rozmieszczone w sąsiednich miastach takich jak Mijas (60 piechurów pod dowództwem porucznika Eustachego Chełmickiego) i Alhaurin (200 piechurów i 40 dragonów pod kapitanem Ignacym Broniszem). Wszystkie te siły tworzyły część francuskiego korpusu generała Horace’a Sebastianiego stacjonującego w Maladze. Cały Korpus liczył ok. 10 000 żołnierzy. Był on umieszczony w południowej Andaluzji, aby odciąć hiszpańskich partyzantów od dostaw broni z Gibraltaru.
Jesienią 1810 brytyjski generał-major lord Blayney zdecydował się poprowadzić korpus ekspedycyjny z Gibraltaru do portu w Maladze i zdobyć go przez zaskoczenie. Plaże w pobliżu małej fortecy Fuengiroli wydawały się idealnym miejscem lądowania. Hiszpańscy partyzanci informowali Brytyjczyków o słabości obrońców i braku rezerw. W październiku 1810 Blayney zgromadził siły lądowe i morskie składające się z następujących oddziałów i statków:
- brytyjski I batalion / 89 pułku piechoty (353 piechurów)
- brytyjski II batalion / 82 pułku piechoty (932 piechurów)
- batalion zagraniczny (509 piechurów), złożony z dezerterów oraz pojmanych i siłą wcielonych do wojska koalicji żołnierzy
- hiszpański regiment Toledo (650 piechurów)
- duża grupa guerillas (partyzantów, milicji)
- 5 dział (wliczając jedno olbrzymie 32 funtowe) obsługiwane przez 69 brytyjskich kanonierów
- brytyjski okręt liniowy HMS Rodney z 74 działami na pokładzie i podobnej klasy okręt hiszpański
- trzy fregaty: HMS Circe, HMS Topaze i HMS Sparrowhawk, kilka brygów, pięć kanonierek i kilka slupów transportowych

## Bitwa

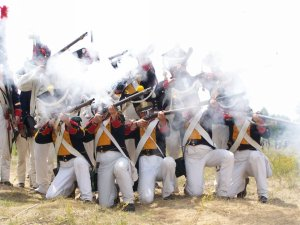
4 pułk piechoty, rekonstrukcja Pułtusk 2006

14 października brytyjska flotylla dotarła do zatoki Cala Moral, około 2 mile na południowy zachód od Fuengiroli. Brytyjczycy zeszli na brzeg i połączyli się na plaży z hiszpańskimi partyzantami. Blayney poprowadził swoje siły na północny wschód wzdłuż linii brzegowej, a jego flota podążała za nim. O godzinie 13:00 duża grupa hiszpańskich guerillas zaatakowała Polaków, łapiąc ich bydło, zabijając i raniąc dwóch polskich strażników. 40 Polaków chwyciło za karabiny i rzuciło się w pogoń za Hiszpanami, ale gdy Młokosiewicz zobaczył brytyjskie okręty wojenne – odwołał pościg. Około 14:00 Brytyjczycy dotarli do podnóża zamku, gdzie brytyjski generał wysłał emisariusza, aby przekonał polskiego dowódcę do poddania zamku. W odpowiedzi usłyszał słowa: Chodźcie i weźcie go sobie. Do tego momentu lord Blayney miał bardzo złą opinię o polskich żołnierzach, twierdząc, że nie można na nich polegać, bo mają bardzo niską wartość bojową.
Brytyjskie fregaty i kanonierki otworzyły ogień. Polacy byli zmuszeni do obsługi swoich czterech starych dział po tym, jak hiszpańscy kanonierzy uciekli. Mimo to, sierżantowi Zakrzewskiemu udało się zatopić jedną kanonierkę i spowodować straty na pozostałych. Wkrótce Brytyjczycy wycofali się poza zasięg i tylko dwie fregaty nieprzerwanie ostrzeliwały zamek.
Tymczasem brytyjsko-hiszpańska piechota rozpoczęła szturm na zamek. Polacy otworzyli ogień, zabijając majora Granta – dowódcę II batalionu 89 pułku piechoty Connaught Rangers i wielu innych Anglików, zmuszając ich w ten sposób do odwrotu. Po polskiej stronie ranny był Młokosiewicz oraz 13 innych żołnierzy; były też 3 ofiary śmiertelne. Lord Blayney, który dał rozkaz do odwrotu, podczas nocy kazał swoim inżynierom przenieść działa na brzeg i zbudować baterie, które następnego dnia miały umożliwić zniszczenie ścian zamku. W tym samym czasie polski garnizon z Mijas pod dowództwem porucznika Chełmickiego, zaalarmowany wcześniej przez huk wystrzałów, prześlizgnął się przez brytyjskie linie wokół zamku i połączył się z obrońcami. Garnizon Bronisza z Alhaurin został również uprzedzony o ataku i wczesnym rankiem 15 października maszerował do Mijas, gdzie starł się z 450-osobową, hiszpańsko-niemiecką jednostką wysłaną przez Blayneya i rozbił ją w starciu na bagnety.
Rankiem 15 października artyleryjski ostrzał zamku stał się bardzo ciężki, niszcząc jedną z wież zamku. Około 14:00 HMS Rodney i podobny okręt hiszpański dotarły do Fuengiroli i przywiozły następnych 932 żołnierzy z I batalionu 82 pułku piechoty. Aby zapobiec zagrożeniu, kapitan Młokosiewicz zdecydował się wykonać zaskakujący atak na pozycje brytyjskiej artylerii, i pozostawiając obronę zamku głównie rannym, poprowadził pozostałych 130 żołnierzy do ataku. Oblegający zostali całkowicie zaskoczeni i pomimo ogromnej przewagi ilościowej w ludziach (około 10:1), hiszpański regiment chroniący wzgórze artylerii został całkowicie rozbity i zmuszony do odwrotu. Polscy żołnierze odwrócili działa i zaczęli ostrzeliwać brytyjskie pozycje. Mimo że ich ogień nie był zbyt celny, ponieważ nie było między nimi oficerów artylerii, ostrzał spowodował duży zamęt i ogromnie utrudnił przegrupowanie brytyjskich oddziałów.
Po około 30 minutach lord Blayney zdołał zreorganizować swoje oddziały na plaży i rozkazał uderzyć na baterię opanowaną przez siły polskie. Wobec przewagi liczebnej wroga, obrońcy wysadzili zapasy prochu i wycofali się do zamku. Jednak zanim brytyjsko-hiszpańskie siły mogły ruszyć naprzód, ich lewą flankę zaatakował polski garnizon z Alhaurin, który właśnie pojawił się na polu bitwy. Około 200 wypoczętych i dobrze wyposażonych Polaków pod dowództwem I. Bronisza odwróciło uwagę Brytyjczyków na wystarczająco długo, aby pozwolić wycofującemu się kapitanowi Młokosiewiczowi na przegrupowanie swoich pozostałych sił i uderzenie na prawą flankę brytyjskiej linii piechoty. Ten prawie jednoczesny atak polskich jednostek, wspierany przez około 40 francuskich dragonów z 21. regimentu, zaskoczył brytyjską piechotę. Mimo że w międzyczasie na plaży wylądował 82 pułk piechoty, jego obrona także się załamała. Blayney walczył do końca, zanim został znokautowany; polscy żołnierze chcieli go zabić, ale francuski dragon Frederic Petit ocalił mu życie. Po tym jak lord Blayney został wzięty do niewoli, jego piechota dała sygnał do odwrotu i zaczęła chaotyczny odwrót na statki pod ogniem swoich własnych ponownie zdobytych dział. W tym czasie Blayney razem z innymi jeńcami w liczbie ok. 40 mężczyzn został zaprowadzony na zamek, gdzie musiał wejść na mury i zasygnalizować flocie, aby przerwała ogień.
Lord Blayney tak opisał swoich zwycięzców: Scena, która się wydarzyła w tym momencie nigdy nie zostanie wymazana z mojej pamięci, zarówno polscy oficerowie i żołnierze mieli wszyscy wygląd tych zdesperowanych rozbójników opisanych w romansach; ich długie wąsy, ich twarze poczerniałe od dymu i prochu strzelniczego, i ich zakrwawione i podarte ubrania, nadające im wygląd nieopisanie groźny.

## Po bitwie

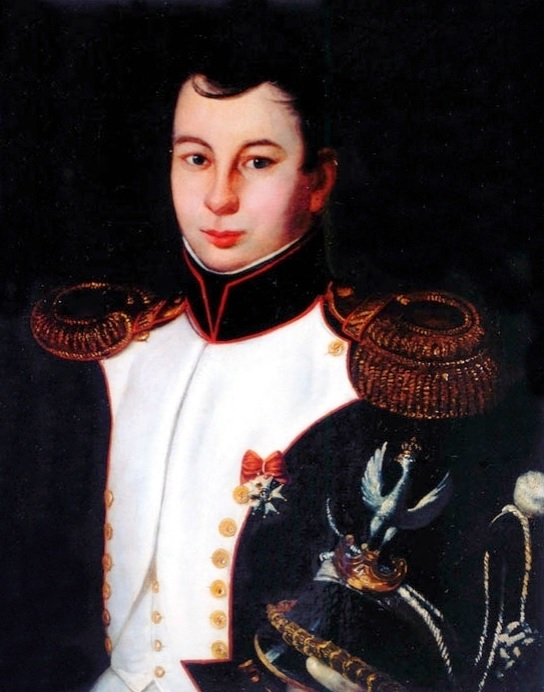
porucznik Eustachy Chełmicki w mundurze Wojska Królestwa Polskiego

Heroiczna obrona zamku w Fuengiroli była jednym z nielicznych momentów (Maida, Albuera) w historii, w których polscy żołnierze walczyli przeciw siłom zbrojnym Wielkiej Brytanii. Była to także jedna z kilku zdecydowanych brytyjskich porażek w wojnie na Półwyspie Iberyjskim. Mimo że w swoich wspomnieniach lord Blayney próbował zminimalizować znaczenie bitwy pod Fuengirolą, on sam pozostawał we francuskiej niewoli aż do 1814. Jego szabla jako trofeum wojenne trafiła do Muzeum Czartoryskich w Krakowie, gdzie znajduje się do dziś.
Mało brakowało do całkowitej zagłady polskich żołnierzy. Bilans strat po polskiej stronie wynosił 20 zabitych i 100 rannych, co stanowi 28% całości polskich sił w okolicach Fuengiroli. Z kolei Brytyjczycy i Hiszpanie mieli 40 zabitych i 70 rannych, 177 jeńców (w tym dowódcę całej ekspedycji) oraz 5 dział, 300 karabinów, 60 000 sztuk amunicji (część zniszczona) i 1 kanonierkę.
Generał Sebastiani, głównodowodzący polskich oddziałów, nie mógł uwierzyć w doniesienia o odparciu ataku i dopiero po przybyciu na miejsce rankiem 16 października 1810 pochwalił Polaków i wysłał raport do Napoleona, skutkiem czego 18 grudnia 1810 Młokosiewicz, Bronisz i Chełmicki zostali odznaczeni krzyżami Legii Honorowej.
Niektórzy brytyjscy historycy ucieczkę Brytyjczyków tłumaczą bliskim przybyciem generała Sebastianiego, który ze swoimi siłami znacznie przewyższał siły Blayneya. Jednak sam raport Sebastianiego do marszałka Soulta stwierdza, że kolumna jego wojsk dotarła do Fuengiroli dopiero następnego dnia, czyli 16 października, kiedy wszystkie walki całkowicie wygasły.

## Skutki
W związku z wielkością walczących wojsk, bitwa nie miała wielkiego wpływu na przebieg całej wojny, choć na Półwyspie Iberyjskim była to jedna z bardziej znaczących potyczek.

## Legenda bitwy
Po bitwie polskim żołnierzom przypadła chwała, która rozprzestrzeniła się w świecie, z powodu proporcji walczących przeciwko sobie wojsk. Współcześni nie mogli zrozumieć, jak mając przewagę 10:1 można było przegrać bitwę.